# 阿普雷
阿普雷（法語：Aprey，法語發音：[apʁɛ]）是法国上马恩省的一个市镇，属于朗格勒区。

## 地理
阿普雷（47°45'55"N, 5°13'23"E）面积15.72 平方千米，位于法国大東部大區上马恩省，该省份为法国东北部内陆省份，北起马恩省和默兹省，西接奥布省，西南接科多尔省，东南接上索恩省，东临孚日省。
与阿普雷接壤的市镇（或旧市镇、城区）包括：弗拉热、佩罗涅莱方丹、维利耶莱萨普雷、欧布里沃、欧热尔。

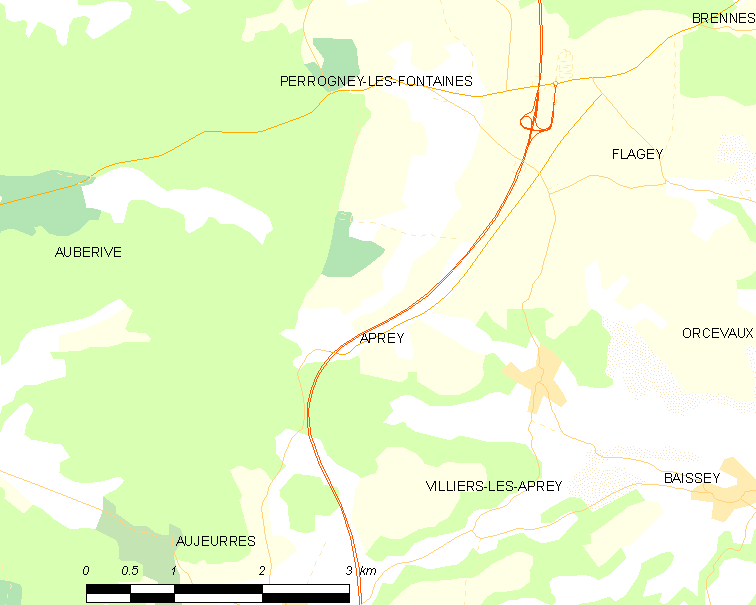
阿普雷的OSM定位图

阿普雷的时区为UTC+01:00、UTC+02:00（夏令时）。

## 行政
阿普雷的邮政编码为52250，INSEE市镇编码为52014。

## 政治
阿普雷所属的省级选区为维勒居西安勒拉克县。

## 人口

1962-2008年间阿普雷人口变化图示

阿普雷于2022年1月1日时的人口数量为189人。